# امارات.
A امارات. (kiejtve imárát, Punycode: .xn--mgbaam7a8h) az Egyesült Arab Emírségek nemzeti karakterekkel (arab írással) regisztrált internetes legfelső szintű tartománykódja. 2010. május 5-én aktiválták, az السعودية. (asz-szuúdijja, azaz Szaúd-Arábia) és مصر. (miszr, azaz Egyiptom) TLD-kkel egy időben.
Az Egyesült Arab Emírségek latin írással regisztrált TLD-je a .ae.

## Külső hivatkozások
- IANA امارات. kikicsoda